# Luitpold Popp
Luitpold Popp (Neurenberg, 7 maart 1893 — 30 augustus 1968) was een Duits voetballer.

## Biografie
Popp begon op zeventienjarige leeftijd bij FC Pfeil Nürnberg, dat toen in de Ostkreiscompetitie van de Zuid-Duitse voetbalbond speelde. De club eindigde steeds in de middenmoot en altijd achter stadsrivaal 1. FC Nürnberg. In 1913/14 eindigde de club voor het eerst op een tweede plaats op gelijke hoogte met de rivaal, maar wel nog met een riante achterstand op de latere landskampioen SpVgg Fürth. In 1917 maakte hij de overstap naar het grote 1. FC Nürnberg en werd met deze club de eerste naoorlogse landskampioen. In totaal werd hij zes keer Zuid-Duits kampioen en vier keer landskampioen. Na de herstructurering van het Duitse voetbal in 1933 werd hij in 1934 ook nog kampioen van de Gauliga Bayern. Hij was toen al de veertig gepasseerd. Hij speelde dat jaar ook nog de finale om de landstitel, die ze van FC Schalke 04 verloren. In 1935 beëindigde hij zijn carrière en speelde meer dan 870 officiële wedstrijden voor de club.
Op 24 oktober 1920 maakte hij zijn debuut voor het nationale elftal in een wedstrijd tegen Hongarije. Bij zijn tweede wedstrijd op 5 mei 1921 in Dresden scoorde hij de 1-0 tegen Oostenrijk, een wedstrijd die op 3-3 eindigde. Zijn laatste wedstrijd was in 1925 in zijn geboortestad tegen Zweden, wat ook op 3-3 eindigde.
Na het einde van de Tweede Wereldoorlog verhuisde hij naar Wolnzach. Op 30 augustus 1968 kwam hij om het leven in een auto-ongeval. In 2006 benoemde Nürnberg als eerste club in de Duitsland de vakken in het stadion naar beroemde spelers van de club. Bloknummer 41 werd naar Popp vernoemd.